# Idgia
Idgia (лат.) — род жесткокрылых из семейства Prionoceridae. Более 130 видов. Пантропика Старого Света: Афротропика, Южная и Юго-Восточная Азия.

## Описание
Жуки удлинённой формы с мягкими надкрыльями. Усики нитевидные. Глаза крупные, с вырезкой Голова направлена вперёд (прогнатическая), а клипеальная область переходит в короткое плоское рыльце. На ногах по пять лапок с простыми коготками и одной шпорой на передней голени. Самцы Idgia и Prionocerus имеют гребень на внутреннем крае дистального тарзального сегмента передней лапы.

## Классификация
Крупнейший род семейства Prionoceridae включает более 130 видов. Последняя (частичная) таксономическая ревизия Idgia и Prionocerus была опубликована более ста лет назад британским энтомологом Джорджем Чэмпионом (1919), но, хотя ее качество было очень хорошим для того времени, сейчас она устарела. После таксономия Prionoceridae была почти полностью заброшена. В результате проведенного в 2016 году молекулярно-филогенетического анализа род Idgia оказался парафилетической кладой, состоящим как минимум из 7 более мелких клад. Ряд этих потенциально монофилетических видовых групп могут заслуживать статуса отдельного рода или подрода в зависимости от имеющихся данных и их филогенетического положения по отношению к типовым видам Idgia и Prionocerus.
- I. abdominalis Pic, 1920
- I. abyssinica Champion, 1919
- I. amplipennis Pic, 1923
- I. andrewesi Bourgeois, 1907
- I. angustata Champion, 1919
- I. apicalis (Gerstacker, 1871)
- I. apicata Gorham, 1895
- I. arabica (Walker, 1871)
- I. ardesica Pic, 1908
- I. assimilis (Hope, 1831)
- I. asirensis Wittmer, 1980
- I. atricornis Pic, 1920
- I. bagorensis Pic, 1920
- I. bakeri Pic, 1920
- I. belli Gorham, 1895
- I. bimaculata Pic, 1910
- I. caeruliventris Champion, 1919
- I. cavilabris Champion, 1919
- I. chloroptera Redtenbacher, 1868
- I. cincta Pic, 1920
- I. confusa Pic, 1920
- I. costata Pic, 1920
- I. costulata  Pic, 1941
- I. curticeps Pic, 1920
- I. cyanea Pic, 1906
- I. cyanocephala Champion, 1919
- I. cyanipennis Pic, 1920
- I. cyanura Champion, 1919
- I. dasytoides Champion, 1919
- I. decolor Champion, 1919
- I. deusta Fairmaire, 1878
- I. dichroa Champion, 1919
- I. dimelaena (Walker, 1859)
- I. dimidiata (Gerstacker, 1871)
- I. diversiceps Pic, 1925
- I. dohertyi Pic, 1912
- I. dubia Gyll., 1808
- I. elongaticeps Pic, 1923
- I. femorata Champion, 1919
- I. flavibuccis Bourgeois, 1892
- I. flavicollis Redtenbacher, 1878
- I. flavirostris Pascoe, 1860
- I. flavithorax Pic, 1927
- I. flavilabris Champion, 1919
- I. flavolimbata Champion, 1919
- I. foveifrons  Fairmaire, 1900
- I. fruhstorferi Pic, 1920
- I. fulvicollis Reichenbach, 1849
- I. geniculata Champion, 1919
- I. gorhami Pic, 1911
- I. grandis Pic, 1935
- I. granulipennis Pic, 1920
- I. griseolineata Pic, 1934
- I. haemorrhoidalis Pic, 1906
- I. hoffmanni Gressitt, 1939
- I. huegeli (Redtenbacher, 1868)
- I. humeralifer Pic, 1920
- I. incerta Pic, 1920
- I. indicola Champion, 1919
- I. iriomoteana Nakane, 1980
- I. javana Champion, 1919
- I. laticornis Champion, 1919
- I. lineata Pic, 1920
- I. longicollis Pic, 1925
- I. longipalpis Champion, 1919
- I. longipes Pic, 1920
- I. longissima Pic, 1909
- I. luteipes Champion, 1919
- I. luzonica Pic, 1924
- I. melanocephala (Fabricius, 1781)
- I. maculicornis Pic, 1925
- I. maculiventris Champion, 1919
- I. maindroni Pic, 1909
- I. major Pic, 1908
- I. marginata Champion, 1919
- I. mindanaosa Pic, 1947
- I. melanura Kollar & Redtenbacher, 1844
- I. minuta Pic, 1920
- I. moupinensis Fairmaire, 1889
- I. nilgirica Champion, 1919
- I. nitida Champion, 1919
- I. obscurimembris Pic, 1923
- I. oculata Redtenbacher, 1868
- I. oedemeroides Pic, 1920
- I. opacipennis Pic, 1920
- I. pallidicolor Pic, 1906
- I. parlicularipes Pic, 1920
- I. particularicornis Pic, 1939
- I. plectrophora Champion, 1919
- I. revoili Pic, 1920
- I. rostrifera Champion, 1919
- I. rouyeri Pic, 1906
- I. semitecta Champion, 1919
- I. stamperi Pic, 1924
- I. subparallela Pic, 1920
- I. terminata Cast., 1840typus[3]
- I. testaceipes Pic, 1908
- I. thibetana (Obenberger, 1918)
- I. uncigera Champion, 1919
- I. ungulata Champion, 1919
- I. varicornis Champion, 1919
- I. varipes Champion, 1919
- I. virescens Champion, 1919
- I. viridivittata Champion, 1919